# Дерби Уэст-Ланкашира
Дерби Уэст-Ланкашира (англ. West Lancashire derby) или дерби М55 (англ. M55 derby) — дерби между Блэкпулом и Престон Норт Эндом. Первое дерби в Уэст-Ланкашире состоялось 23 ноября 1901 года на стадионе Блэкпула. Перед 6000 болельщикам Престон Норт Энд выиграл со счётом 4:1. Во всех соревнованиях между двумя командами было проведено 96 встреч, где Норт Энд выиграл 46 матчей, 20 раз команды играли вничью, а Блэкпул выиграл 30 встреч.

## История встреч
| Соревнования       | Игр | Блекпул | Ничья | Престон Норт Энд |
| ------------------ | --- | ------- | ----- | ---------------- |
| Английские лиги    | 86  | 30      | 18    | 38               |
| Кубок Англии       | 3   | 0       | 0     | 3                |
| Кубок Карабао      | 5   | 0       | 1     | 4                |
| Трофей Papa John’s | 2   | 0       | 1     | 1                |
| Всего              | 96  | 30      | 20    | 46               |